# تشکیلات دموکراتیک زنان ایران
تشکیلات دموکراتیک زنان ایران یک سازمان فمینیستی چپ و شاخۀ زنان حزب تودۀ ایران است.
این سازمان با رهبری مریم فیروز (همسر نورالدین کیانوری) در سال ۱۹۴۳ با نام تشکیلات زنان ایران تأسیس شد و در سال ۱۹۴۷ به فدراسیون دموکراتیک بین‌المللی زنان پیوست.
به گفته حامد شهیدیان، این سازمان خواستار تحولات اساسی در قوانین حاکم بر حقوق زنان در خانواده و محل کار بود. آن‌ها نشریه ماهانه‌ای به سردبیری زهرا اسکندری بیات (خواهر سلیمان‌میرزا اسکندری) به‌نام بیداری ما منتشر می‌کردند.
از جمله زنانی که در تشکیلات دموکراتیک زنان‌ حزب فعالیت داشتند می‌توان این افراد را نام برد، تاج اسکندری (از خانوادهٔ مشهور اسکندری)، خدیجه کشاورز (همسر فریدون کشاورز) حقوق‌دان برجسته، صدیقه امیرخیزی (همسر علی امیرخیزی) از اعضای کهنه‌کار جنبش زنان، لُرِتا  (همسر عبدالحسین نوشین) هنرپیشهٔ برجسته کشور و از اعضای گروه تئاتر نوشین، هما هوشمند راد، دکتر اختر کیانوری کامبخش (همسر عبدالصمد کامبخش و خواهر نورالدین کیانوری)، نجمی علوی و بدری علوی (خواهران بزرگ علوی و مرتضی علوی)، شاه‌زنان وزیری، عالیه شرمینی (مادر نادر شرمینی)، مهرانگیز اسکندری، جمیله صدیقی، اعظم سروش، ایران ارانی، فروهید کباری و راضیه غلامی شعبانی اولین زن زندانی سیاسی ایران.
تشکیلات زنان ایران در سال ۱۹۴۹ به همراه حزب توده و سایر جریانات وابسته به آن، ممنوع اعلام شد، اما حزب توده موفق شد این سازمان را در سال ۱۹۵۱ با نام جدید تشکیلات دموکراتیک زنان ایران احیا کند.